# Zajazd Kastylii i Portugalii
Zajazd Kastylii i Portugalii (malt. Berġa ta' Kastilja u Portugall, fr. Auberge de Castille et Portugal) – był to zajazd w Birgu na Malcie. Zbudowany jako miejsce pobytu rycerzy Zakonu Świętego Jana z języka Kastylii, León oraz Portugalii.
Pierwszy Zajazd Kastylijski, znany jako vecchia alberghia di Castiglia, zbudowany został w latach trzydziestych XVI wieku. Jego dokładna lokalizacja nie jest znana. Zajazd drugi zbudowany został na Barrack Front Street (dziś Hilda Tabone Street) podczas rządów Wielkiego Mistrza Claude'a de la Sengle. Zajazd ten zaprojektowany został przez architekta Niccolò Bellavante w tradycyjnym maltańskim stylu. Był on miejscem zamieszkania rycerzy języka do zbudowania budynku nowego Zajazdu Kastylijskiego w Valletcie w roku 1574. Budynek wciąż stoi, lecz w ciągu wieków został mocno przebudowany, jedynie węgieł i kilka okien zdobionych sztukaterią w stylu "Melitan" pozostało z jego pierwotnej formy. Budynek aktualnie pozostaje w prywatnych rękach.
Budynek został wpisany, razem z innymi zajazdami w Birgu, na "Antiquities List of 1925". 22 grudnia 2009 roku budynek został zaliczony do zabytków narodowych 1. klasy, jest również umieszczony na liście National Inventory of the Cultural Property of the Maltese Islands.